# Anamorpha
Anamorpha – takson wijów z gromady pareczników. Bywał wyróżniany w randze nadrzędu i przeciwstawiany nadrzędowi Epimorpha.
Cechą wyróżniającą nadrząd miał być rozwój pozazarodkowy przez anamorfozę, co oznacza, że młode wylęgają się z jaj z niepełną liczbą segmentów tułowia. Należały tu rzędy: drewniakokształtne, przetarcznikokształtne oraz Craterostigmomorpha. Późniejsze badania wykazały plezjomorficzny charakter anamorfozy wśród pareczników i parafiletyzm Anamorpha. Rząd przetarcznikokształtnych zalicza się do Notostigmophora, zaś pozostałe stanowią część kladu Pleurostigmophora.